# Язьков, Евгений Фёдорович
Евге́ний Фёдорович Язько́в (14 октября 1923, Богородск, Нижегородская область, СССР — 28 марта 2009, Москва, Россия) — советский и российский историк-американист. Доктор исторических наук (1972), профессор (1973). Лауреат Государственной премии СССР (1974) и Ломоносовской премии (1975), заслуженный профессор МГУ (1998), заслуженный деятель науки Российской Федерации (2004). Специалист в области истории США, аграрной политики, фермерского движения, а также истории партийно-политической системы США.

## Биография
Родился в семье бухгалтера. В 1925 году умерла мать, отец был репрессирован в 1938 году. В 14 лет остался сиротой.
В 1942 году был призван в РККА, служил на Дальнем Востоке.
После окончания в 1950 году исторического факультета МГУ, до конца жизни работал на историческом факультете МГУ. В 1955 году защитил кандидатскую диссертацию по теме «Массовое фермерское движение в США в период экономического кризиса 1929—1933 гг.». В 1963—1964 годах находился в научной командировке в США, изучал неопубликованные материалы в Национальном архиве и архиве Исторического общества штата Висконсин, а также в архивах университетов Миссури, Оклахомы и Калифорнии.
С 1973 года, после защиты докторской диссертации по теме «Фермерское движение в США в 1918—1929 гг.» — профессор, в 1983—2008 годах заведующий кафедрой Новой и новейшей истории стран Западной Европы и Америки. Заслуженный профессор Московского государственного университета (1998).
Лауреат Государственной премии СССР (1974) — за коллективный научный труд «История рабочего движения в США в новейшее время», лауреат Ломоносовской премии МГУ (1975) — за серию научных работ «Рабочее движение, антимонополистическая демократическая борьба в США в эпоху империализма».
В 1995—2009 годах — президент Российской университетской ассоциации по изучению проблем США, в 1984—2009 годах — председатель Научно-координационного совета МГУ по проблемам американистики. С 2001 года — почётный иностранный член Американской исторической ассоциации.
Умер после тяжёлой, продолжительной болезни. Похоронен в Москве на Хованском кладбище.

## Основные работы
- Стачечное движение сельскохозяйственного пролетариата США в 1929-35 гг. — М., 1962.
- Фермерское движение США (1918—1929), 1974.
- Новейшая история США [учеб. пособие для вузов по спец. «История»]. — М., 1972 (2-е изд. 1980; англ. перевод – 1976) (в соавт. с Н. В. Сивачевым).
- Концепция „американской исключительности“: идеология, политика, культура. — М., Изд-во МГУ, 1993 — 299 с. (в соавт. с Ю. К. Мельвилем).
- История стран Европы и Америки в новейшее время, 1918—1945 [авторский курс лекций], 1998,

Ответственный редактор серии «Проблемы американистики», вып. 4–9 (1986–1993).